# 韓信花花介
韓信花花介（学名：Callistocythere hanhsini）为細花介科花花介屬下的一个种。